# 英彦山

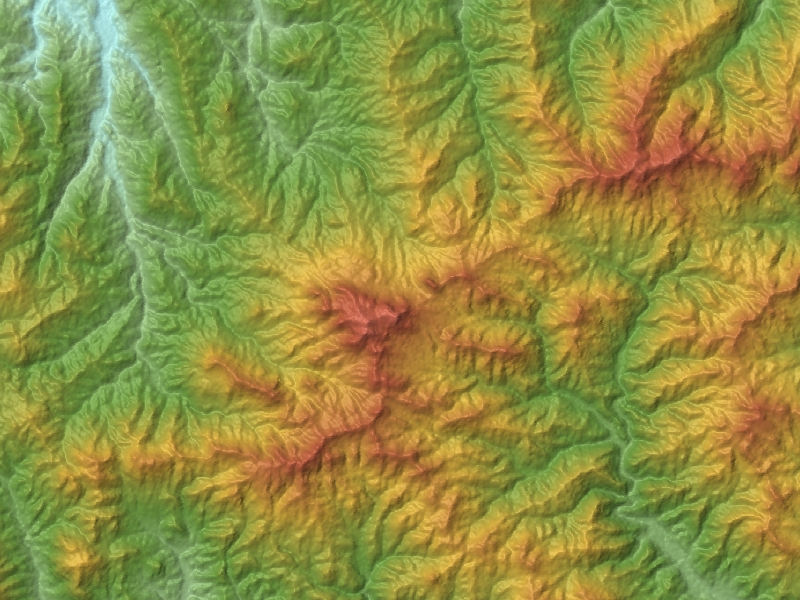
英彦山（中央）周辺の地形図

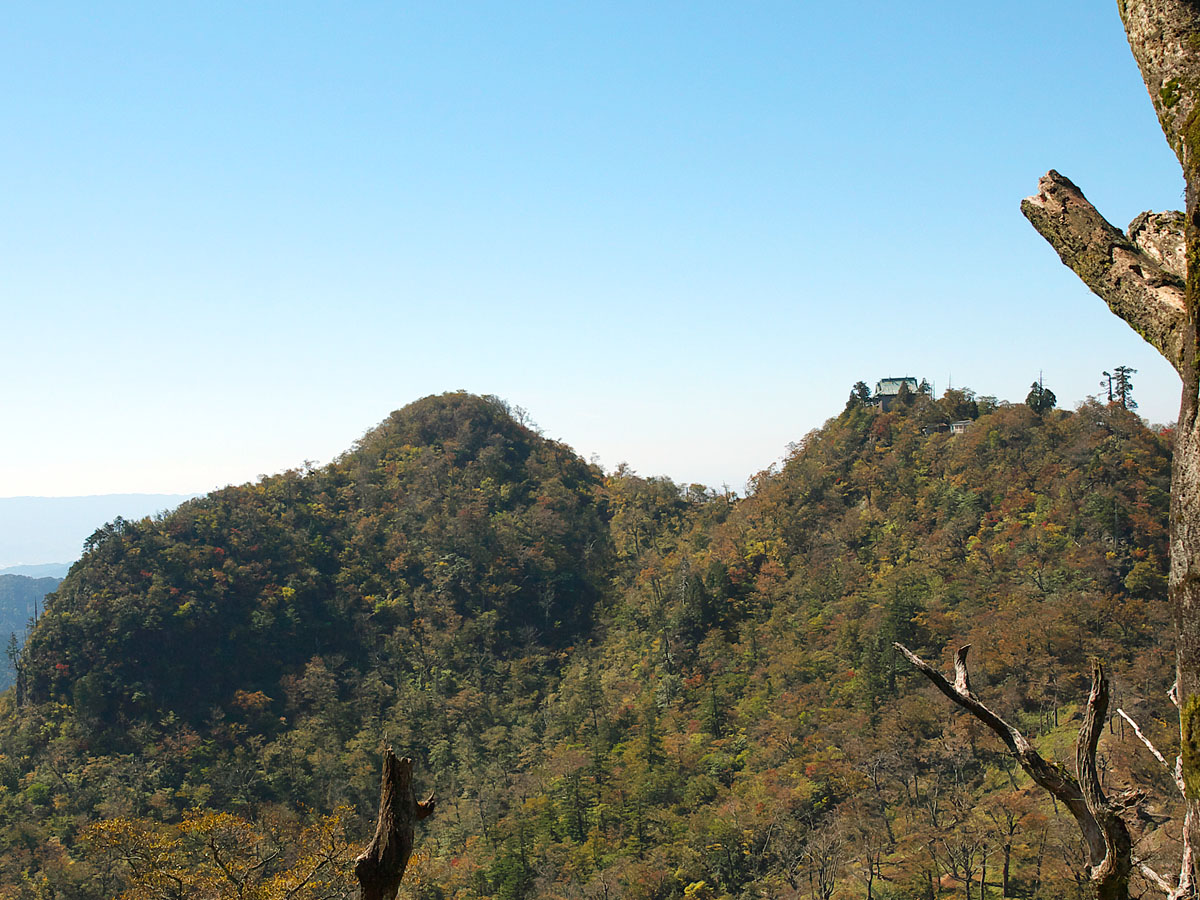
北岳から望む中岳（右）と南岳（左）。中岳の建物は英彦山神宮上津宮

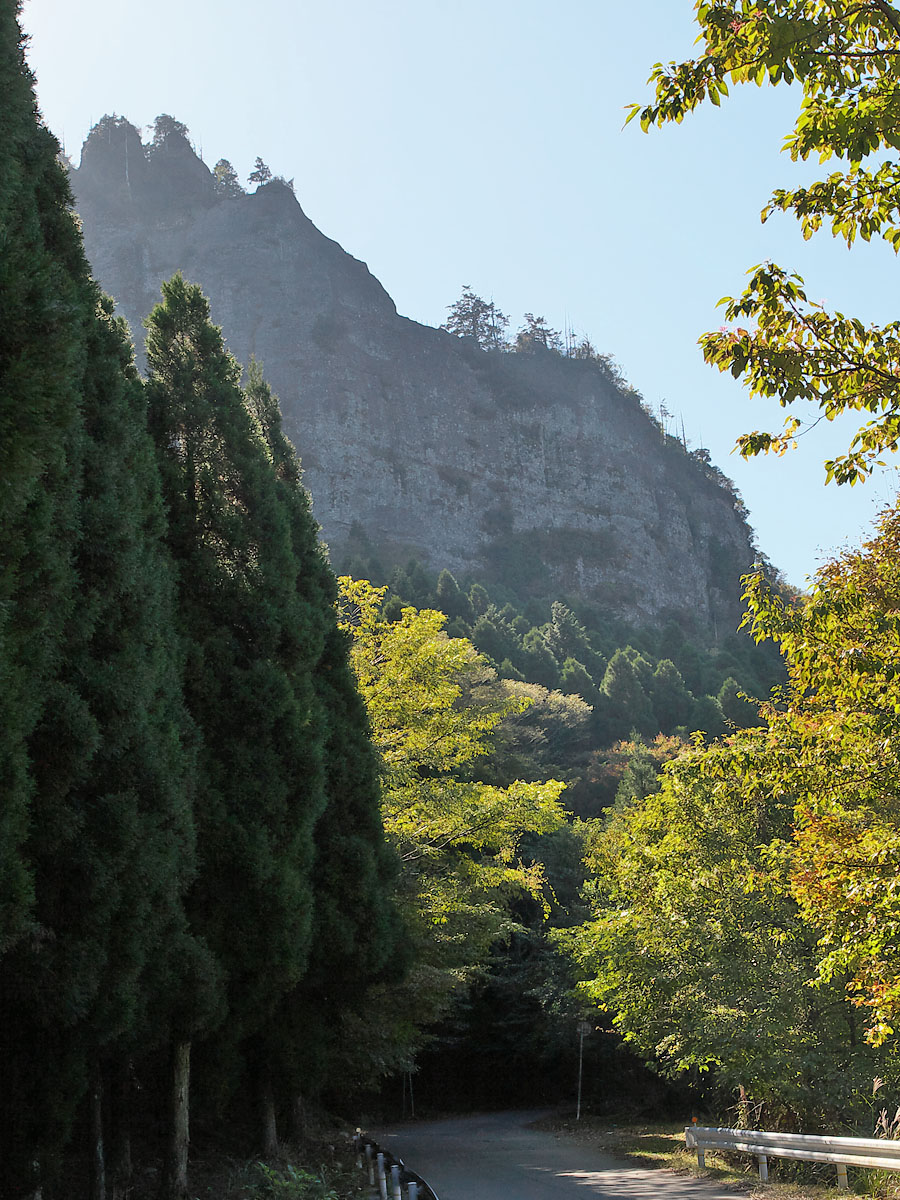
国道500号からの望雲台

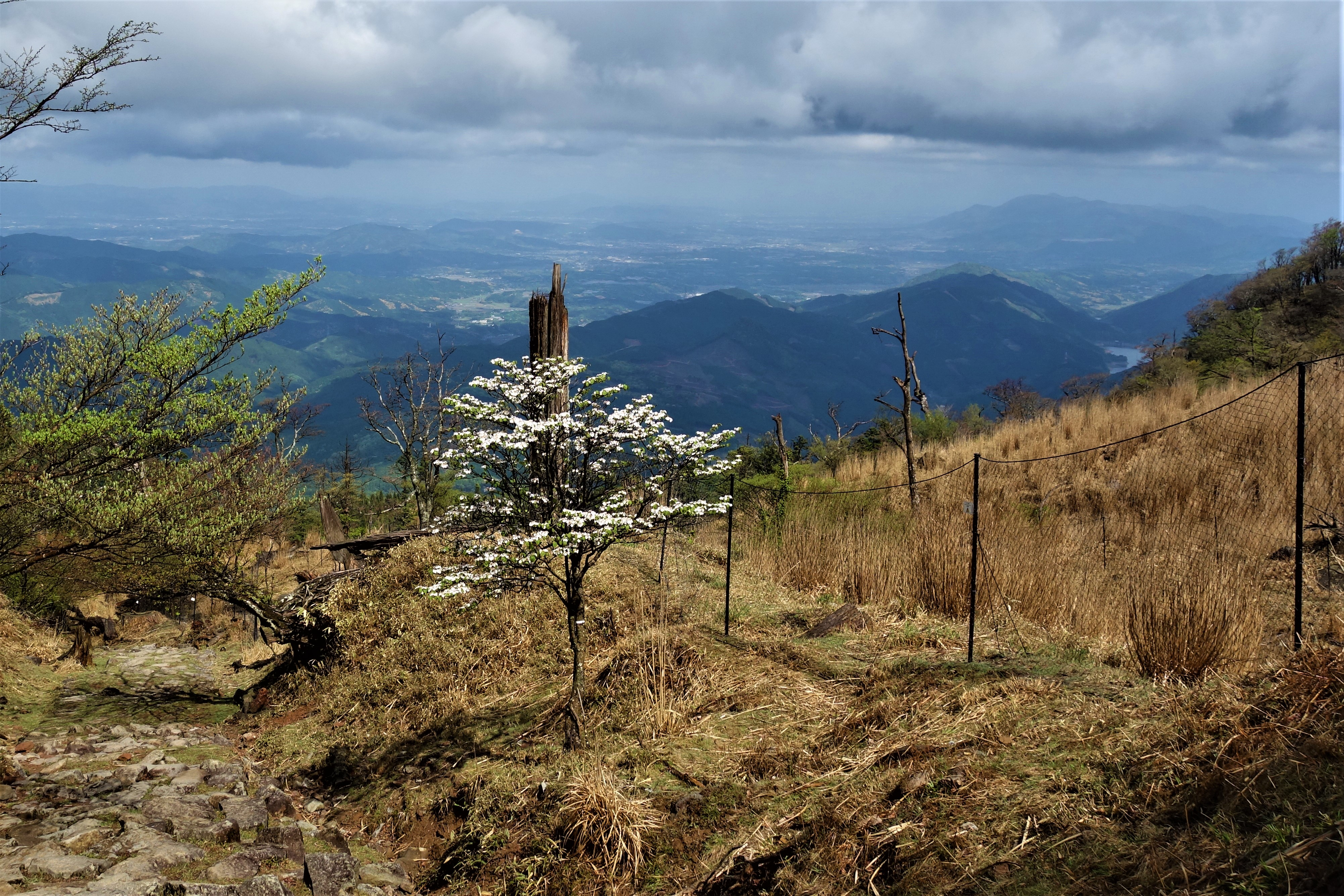
英彦山から福智山（右奥）を眺める

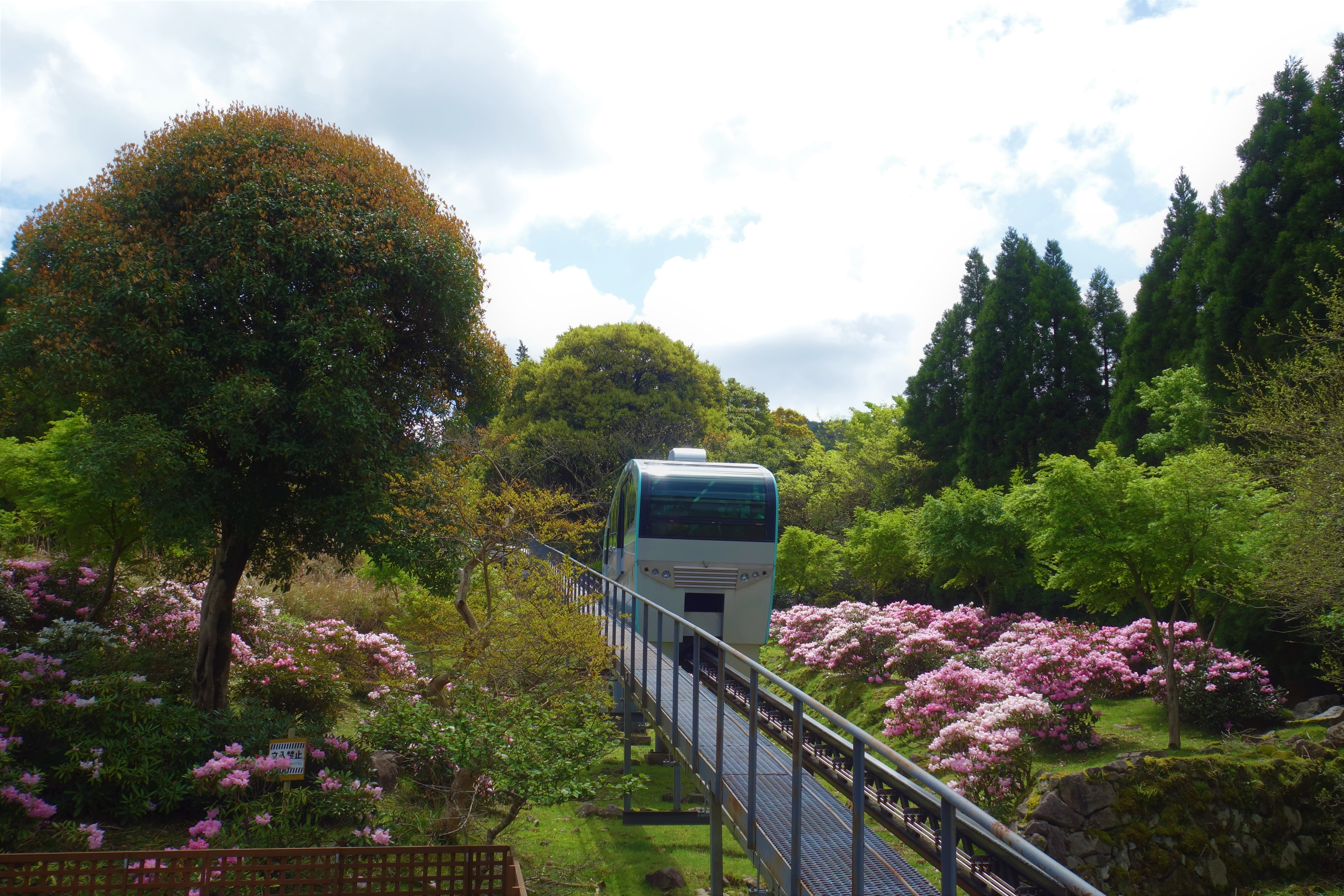
英彦山花園スロープカーとシャクナゲ

英彦山（ひこさん）は、福岡県田川郡添田町と大分県中津市山国町にまたがる標高1,199mの山である。耶馬日田英彦山国定公園の一部をなす。日本百景・日本二百名山の一つ。また、弥彦山（新潟県）・雪彦山（兵庫県）とともに日本三彦山に数えられる。国の史跡に指定されている。「日本三大修験山」のひとつと言われ、英彦山神宮の神体山。

## 概要
北岳・中岳・南岳の3つの峰があり、最高点は南岳 (1,199m) にある。福岡県内では、大分県日田市との境にある釈迦岳 (1,230m) 、八女市にある御前岳 (1,209m) に次いで3番目に標高が高い。
耶馬渓火山、英彦山、万年山、国見山、英彦山、その他の峰からなる、約40k四方に広がる複合火山体の主峰である。火山としての活動は新生代新第三紀の中新世（約700万年前）から鮮新世（約400万年前）の間と考えられ、現在は活動していない。
山頂の英彦山神宮の神域は県境未確定地域であり、福岡県､大分県が税徴収の絡みで永らく係争している。
もとは「彦山」との表記であったが、1729年（享保14年）、霊元法皇の院宣により「英」の字をつけたという。
山の中腹720m近辺に英彦山神宮奉幣殿があり、多くの参拝客が訪れる。中岳山頂には上津宮がある。2005年（平成17年）10月には、英彦山神宮へ続く参道沿いに、参道起点の銅の鳥居横から英彦山花公園を経由して参道終点の英彦山神宮奉幣殿へ至る全長849mのスロープカーが完成し、英彦山神宮奉幣殿まで約15分で行けるようになった。
北岳の北東にある、石段と鎖付き岩壁で辿り着く「望雲台」と呼ばれる切り立った足場30cmの岩壁は、下界に広がる森林から突き出た鷹ノ巣山が望めるなど眺望が素晴らしく、自己責任で登るロッククライミングの名所となっている。本来山伏の修行場であった。
麓にある深倉峡は紅葉の名所である。深倉峡の奥の深倉園地にある奇岩「男魂岩（おとこいわ）」と、谷を隔てて対峙する「女岩」とは巨大なしめ縄で結ばれており、毎年11月に「男魂祭」が催される。
旧亀石坊庭園など「英彦山庭園群」の一部は国指定名勝に指定されている。

## 歴史
山麓にある今川源流部では、縄文時代前期から後期にかけての狩猟用落とし穴遺構や集落跡が存在する など、英彦山における人間の定住の歴史は古い。福岡県下では珍しく、直線距離にして1500km程度離れている新潟県糸魚川から持ち込まれた、縄文時代後期に属する硬玉製大珠も見つかっており、当時の交流の活発さが窺える。
英彦山は羽黒山（山形県）・熊野大峰山（奈良県）とともに「日本三大修験山」に数えられ、山伏の坊舎跡など往時をしのぶ史跡が残る。山伏の修験道場として古くから武芸の鍛錬に力を入れ、最盛期には数千名の僧兵を擁し、大名に匹敵する兵力を保持していたという。
この山を根拠とする豊前佐々木氏が領主であり、一族からは英彦山幸有僧という役職も出していたとの記録がある。英彦山はその後、秋月種実と軍事同盟を結んだため、天正9年（1581年）10月、敵対する大友義統の軍勢による焼き討ちを受け、1ヶ月あまり続いた戦闘によって多くの坊舎が焼け落ち、多数の死者を出して大きく勢力を失った。大友氏の衰退後は、新領主として豊前に入った細川忠興が強力な領国経営を推し進めたため、佐々木氏とともにさらにその勢力は衰退したという。
なお、豊前佐々木氏は添田の岩石城を居城としていた。豊臣秀吉による九州征伐の際には秋月氏方として香春岳城に続いて攻撃され、一日で攻め落とされたが滅ぼされず、細々と生き残っている。巌流島の決闘で有名な佐々木小次郎はこの豊前佐々木氏の出身であり、またその流派・巌流は英彦山山伏の武芸の流れをくむとする説がある。その説によれば、巌流島の決闘自体が、宮本武蔵を利用して当主である小次郎を殺害させることによる、細川氏の豊前佐々木氏弱体化工作であったという。
山伏集落についての詳細は不明であったが平成27年、添田町が行ったレーザー測量によって集落跡地とみられる場所を複数個所、確認した。「英彦山三千 八百坊」と言われていたが測量結果から800箇所・三千人規模の集落があったと推測される。

## 逸話
- 彦山豊前坊という天狗が住むという伝承がある。豊前坊大天狗は九州の天狗の頭領であり、信仰心篤い者を助け、不心得者には罰を下すと言われている。
- 英彦山豊前坊の伝説をもとに、近隣の航空自衛隊築城基地で編成された第304飛行隊の機体マークとして天狗がデザインされた。「天狗の如く山河を超え、鎮西の空を飛翔することの象徴」として、当時の基地司令のアイデアによるものとされている。
- 英彦山北東に建てられている高住神社には御神木・天狗杉が祀られている。また古くからの修験道の霊地で、全盛期には多くの山伏が修行に明け暮れた。
- 2014年6月30日、数日前に英彦山を研修で訪れていた柳川高等学校の女子生徒計26人が、校内で集団パニックに陥り、霊に取り付かれたのではないかとの噂がインターネットで流れた[11]。